# Liste der Landschaftsschutzgebiete in Coburg
In Coburg gibt es drei Landschaftsschutzgebiete. (Stand: November 2018)

## Hinweise zu den Angaben in der Tabelle
- Gebietsname: Amtliche Bezeichnung des Schutzgebietes
- Bild/Commons: Bild und Link zu weiteren Bildern aus dem Schutzgebiet
- LSG-ID: Amtliche Nummer des Schutzgebietes
- WDPA-ID: Link zum Eintrag des Schutzgebietes in der World Database on Protected Areas
- Wikidata: Link zum Wikidata-Eintrag des Schutzgebietes
- Ausweisung: Datum der Ausweisung als Schutzgebiet
- Gemeinde(n): Gemeinden, auf denen sich das Schutzgebiet befindet
- Lage: Geografischer Standort
- Fläche: Gesamtfläche des Schutzgebietes in Hektar
- Flächenanteil: Anteilige Flächen des Schutzgebietes in Landkreisen/Gemeinden, Angabe in % der Gesamtfläche
- Bemerkung: Besonderheiten und Anmerkungen

Bis auf die Spalte Lage sind alle Spalten sortierbar.
| Gebietsname        | Bild/Commons   | LSG-ID       | WDPA-ID | Wikidata  | Ausweisung | Gemeinde(n) | Lage     | Fläche ha | Flächenanteil                              | Bemerkung |
| ------------------ | -------------- | ------------ | ------- | --------- | ---------- | ----------- | -------- | --------- | ------------------------------------------ | --------- |
| Callenberger Forst | weitere Bilder | LSG-00297.01 | 395776  | Q59637247 | 1979       |             | Position | 739,41    | Coburg (44 %), Landkreis Coburg (56,0 %)   |           |
| Sandberg bei Ahorn |                | LSG-00258.01 | 395736  | Q59637237 | 1973       |             | Position | 117,73    | Coburg (22,3 %), Landkreis Coburg (77,7 %) |           |
| Südlicher Itzgrund | weitere Bilder | LSG-00475.01 | 395983  | Q59637251 | 1993       |             | Position | 1180,5    | Coburg (5,1 %), Landkreis Coburg (94,8 %)  |           |